# Avro Lancastrian

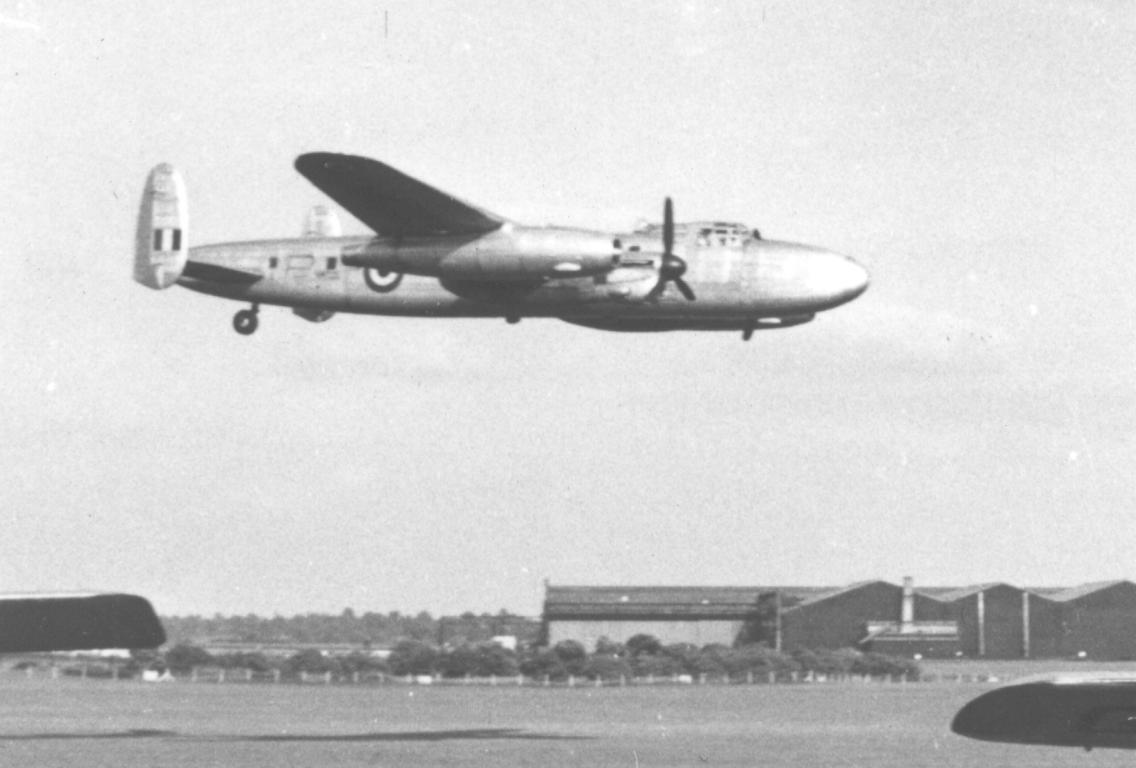
Vol d'essai avec des propulseurs Rolls-Royce Merlin à l'aérodrome de Coventry (juin 1954).

L’Avro 691 Lancastrian était un avion de transport de courrier et passager des années 1940 et 1950 développé à partir du bombardier lourd Avro Lancaster .
Le Lancastrian était fondamentalement un bombardier Lancaster modifié sans blindage et armement les tourelles remplacées par de simples carénages métalliques, comprenant un nouveau nez. Le premier lot était des Lancaster convertis, les lots ultérieurs étaient de nouvelles constructions.

## Étude et développement
En 1943, l’avionneur canadien Victory Aircraft avait converti un bombardier Lancaster X pour le transport civil pour Trans-Canada Airlines (TCA). Cette conversion a été un succès, pusqu'elle a débouché sur huit autres transformations de Lancaster X. Les « spéciales » ont été motorisés avec des Merlin 38 construits par Packard et comprenait un nez allongé, aérodynamique et un cône de queue. Le rayon d'action a été augmenté par les deux réservoirs de carburant de 400 gal (1818 l) du Lancaster longue portée placés en standard dans la soute à bombes. Ces Lancastrian ont été utilisés par TCA sur sa ligne Montréal - Prestwick.
La modification des abondants avions militaires dont le transport civil avait désespérément besoin était une pratique courante au Royaume-Uni dans l'immédiate après-guerre: le Handley Page Halton était une conversion similaire du bombardier lourd Halifax.

## Histoire opérationnelle
En 1945, les livraisons ont commencé avec 30 Lancastrian construits en Colombie pour BOAC. Lors d'un vol de démonstration le 23 avril 1945, le G-AGLF a volé 13 500 mi (21 700 km) de l'Angleterre à Auckland, Nouvelle-Zélande, en trois jours, 14 heures à une vitesse moyenne de 220 mp/h (354 km/h).
Le Lancastrian était rapide, avait une longue portée, et était capable de transporter une charge lourde, mais l'espace intérieur était très limitée puisque le Lancaster avait été conçu avec un espace pour ses sept membres d'équipage dans le fuselage, et une soute à bombes de 33 pieds (10,05 m).
Par conséquent, il ne convenait pas pour transporter un grand nombre de passagers, mais était approprié pour le courrier et un petit nombre de passagers VIP.
BOAC l'a utilisé pour les vols entre l'Angleterre et l'Australie à partir du 31 mai 1945. Il a également été utilisé par la RAF, le Lancaster I le numéro de série PD328, a été converti en un Lancastrian et rebaptisé Aries, ainsi que par QANTAS et Flota Aérea Mercante en Argentine.
Les Lancastrian ont été utilisés au cours du pont aérien de Berlin pour le transport de l'essence; 15 avions ont fait plus de 5 000 rotations. En 1946, un Lancastrian exploité par BSAA fut le premier avion à faire un vol régulier depuis le nouvel aéroport de Londres Heathrow.

## Bancs d'essai de moteurs
Avec l'avènement des moteurs à turbine, est arrivé la nécessité de tester les nouveaux moteurs dans un environnement de vol contrôlé et avec une installation bien instrumenté.
L'Avro Lancastrian s'est montré un candidat idéal, il pouvait facilement accueillir l'instrumentation de test ainsi que voler sur la puissance de deux moteurs à piston si nécessaire.
Plusieurs Lancastrian ont été alloués au banc d'essai de turboréacteurs par remplacement des moteurs extérieurs. La répartition de carburant variait, comme mettre du kérosène dans des réservoirs d'ailes extérieurs ou dans les réservoirs de fuselage, le carburant aviation dans les réservoirs restants.
| Nom                    | N° série | Moteur                                                                               | Premier vol     | Commentaire |
| ---------------------- | -------- | ------------------------------------------------------------------------------------ | --------------- | --- |
| Nene-Lancastrian       | VH742    | 2x Rolls-Royce Nene + 2x Rolls-Royce Merlin                                          | 14 août 1946    | A effectué le premier vol international de passagers tout-jet de Londres à Paris, le 23 novembre 1946.                     |
| Nene-Lancastrian       | VH737    | 2x Rolls-Royce Nene + 2x Rolls-Royce Merlin                                          |                 | |
| Avon-Lancastrian       | VM732    | 2x Rolls-Royce Avon + 2x Rolls-Royce Merlin                                          |                 | |
| Avon-Lancastrian       | VL970    | 2x Rolls-Royce Avon + 2x Rolls-Royce Merlin                                          |                 | Dernièrement utilisé pour tester le turboréacteur civil Rolls-Royce Avon 502 pour le de Havilland Comet 2.                 |
| Ghost-Lancastrian      | VM703    | 2x de Havilland Ghost 50 + 2x Rolls-Royce Merlin + 2x Walter HWK 109-500 RATOG packs | 24 juillet 1947 | Test des moteurs et du boost system de décollage proposés pour le de Havilland Comet 1                                     |
| Ghost-Lancastrian      | VM729    | 2x de Havilland Ghost 50 + 2x Rolls-Royce Merlin                                     |                 | Utilisé pour la recherche post-combustion et le développement ultérieur et la certification du Ghost 50 pour le Comet 1 a. |
| Sapphire-Lancastrian   | VM733    | 2x Armstrong Siddeley Sapphire + 2x Rolls-Royce Merlin                               | 18 janvier 1950 | |
| Griffon-Lancastrian    | VM704    | 2x Rolls-Royce Griffon 57 inboard + 2x Rolls-Royce Merlin T.24/4 outboard            |                 | Utilisé pour tester l'installation du Griffon sur l'Avro Shackleton                                                        |
| Griffon-Lancastrian    | VM728    | 2x Rolls-Royce Griffon 57 inboard + 2x Rolls-Royce Merlin T.24/4 outboard            |                 | Utilisé pour tester l'installation du Griffon sur l'Avro Shackleton                                                        |
| Merlin 600-Lancastrian | VM704    | 2x Rolls-Royce Merlin 600 + 2x Rolls-Royce Merlin                                    |                 | Test du Merlin 600-series pour le Canadair C4M et l'Avro Tudor                                                             |